# Christelle Mol
Christelle Mol, née le 3 janvier 1972, est une joueuse de badminton française. 
Elle a remporté 17 titres nationaux, dans 4 catégories d'âge.

## Palmarès

### International (6 victoires)
Internationaux du Portugal :
- Simple dames : 1988 ;
- Double  dames : 1988 (avec Cécilia Brun) ;
- Double mixte : 1988 (avec José Nascimento) ;

Internationaux d'Espagne :
- Double dames : 1988 (avec Virginie Delvingt) ;

Internationaux d'Israël :
- Simple dames : 1990 ;
- Double dames : 1990 (avec V. Delvingt) ;
- Participation aux Jeux olympiques d'été de 1992 (à Barcelone), en simple (33e), et en double dames (17e, avec V. Delvingt) ;

Championne d'Europe par équipe groupe B (Helvetia Cup) en 1997
Seule joueuse française à ce jour à s'être qualifiée dans deux tableaux (simple et double dames).

### National
Championnats de France séniors (8): 
- Simple dames (2 titres) : 1990 et 1991 ;
- Double dames (5 titres) : 1989 (avec V. Delvingt), 1990 (avec Sandra Dimbour), 1991 (avec V. Delvingt), 1994 (avec S. Dimbour), et 1996 (avec Tatiana Vattier) ;
- Double mixte : 1996 (avec Stéphane Renault) :

Championnat de France juniors (4) :
- Simple dames (1 titre) : 1989 ;
- Double dames : 1989 (avec V. Delvingt) et 1990 (avec Nadège Bonnet) ;
- Double mixte : 1990 (avec Manuel Dubrulle) ;

Championnat de France cadets (4) :
- Simple dames (2 titres) : 1987 et 1988;
- Double dames : 1988 (avec N. Bonnet) ;
- Double mixte : 1988 (avec Fabien Lechalupé) ;

(elle remporte les trois titres nationaux de la catégorie en 1988)
Championnat de France minimes (1):
- Simple dames (1 titre) : 1986.